# Илия Еленски
Илия Йорданов Еленски е български военен летец, изтребител-прихващач, подполковник и председател на методичния съвет, посветил над 30 години от живота си на авиацията.
По време на военната си служба Илия Еленски е командир на звено, заместник-командир на ескадрила, командир на ескадрила и заместник-командир на полк по летателната част. Огромна част от времето е прекарал в бойно дежурство като на 2 пъти прихваща самолет нарушител на българските въздушни граници – на 8 септември 1954 и на 11 септември 1956 г. Летял е на 11 различни самолета, сред които Лаз-3, „Сойка“, Як-9, Як-23, МиГ-15. Негово е „най-сериозното бойно постижение в следвоенния период“ според списание „Криле“ от март 2001 г., юбилейно издание за 50-годишнината на авиобаза Граф Игнатиево. През 1957 година става първият български пилот, катапултирал от свръхзвуков самолет МиГ-15C.

## Детство и юношество
Илия Йорданов Еленски е роден на 17 юли 1926 в плевенското село Комарево. Той израства в многодетно семейство – има две по-малки сестри и двама по-големи братя. Баща му Йордан Иванов Еленски е бил градинар.

## Образование

### Образование в България
Основното си образование завършва в родното си село Комарево, а гимназия – в гр. Долни Дъбник. През 1948 г. е приет за курсант във ВВВУ „Георги Бенковски“, Долна Митрополия – в състава на 70-и випуск, който е най-голям в историята на Българската авиация – 326 души.
На 26 април 1950 г. завършва успешно училището с чин подпоручик. Назначен е в бойното поделение в град Ямбол по новоизлезлия закон с чин лейтенант.

### Обучение в СССР
През есента на 1950 г., след щателен медицински преглед, 80 летци са избрани за обучение в Школата за летци в Саратов, Съветския съюз. Един от тях е Илия Еленски. Той е разпределен в центъра Разбойщина. Тома Ковачев (от същия випуск) пише за това в книгата си „Пътеки в небето“.

## Кариера
След завръщането си от СССР през 1951 г. Еленски е назначен в база Граф Игнатиево като командир на звено от най-добре подготвените летци, готови за дежурство денем и нощем, в прости и сложни метеорологични условия. Той е инструктор на младите летци, идващи от училището в Долна Митрополия.
| „ | „През нощта на 8 срещу 9 септември нашите летци, базирани на летище Доброславци почиваха за утрешния празничен въздушен парад над София. Други обаче дежуряха...Неканеният въздушен бабат беше избрал тази вечер за поредната си наглост и да помрачи празничното ни настроениел По тревога беше вдигнат Илия Еленски, който успя да го открие. Съобразително намалил скоростта като пуснал механизация за кацане. На колесника, обаче имаше лампи, които се включват автоматично при спускането му. От земята го видели нашите зенитни стрелци и открили огън по него, смятайки го за нарушител. Започнали маньовър, за да затруднят прицелването на преследващия ги летец. Еленски успял да се прицели и да открие огън. Но от прекомерното вълнение и напрежение, неизбежни в такива моменти, пропуснал да включи голямото 37 мм оръдие. Стрелбата извършил с двете 23 мм оръдия. Въпреки затрудненията, които срещнал в този момент стрелбата му била успешна. Простреляният самолет-нарушител успял да прелети границата и паднал на своя територия. Така Илия Еленски успял да сложи край на една вандалщина и защити честта и достойнството на българския военен летец.“ | “ |

### Председател на методичния съвет
Не след дълго той става командир на най-добрата по онова време ескадрила, като същевременно е председател на методичния съвет в авиоподелението, определящ правилата за летене. Там той внася за разглеждане редица въпроси по методиката на летателната подготовка. Благодарение на находчивостта на Еленски се извършват промени в обучението на млади летци по прехващане на различни цели в облаците. Преди полетът е бил извършван в облаците, но след изучаване на действията на руските летци председателят на методичния съвет променя методиката на прихващане и оставя целта да лети над облаците, а сближаването с нея се извършва в самите облаци. По този начин младите летци постепенно натрупват опит и придобиват кураж и след време извършват прихващането изцяло в облаците. Понякога Илия Еленски ръководи и извършваните полети, отговаряйки за пускането и приемането на самолети за излитане или кацане. По-късно той става заместник-командир по летателната част на полка в Граф Игнатиево.

### Катапултиране от Миг19
На 3 юли 1957 г. заминава летателно-техническа група за усвояване на самолети МиГ-19С и МиГ-19П (първия свръхзвуков сериен съветски самолет). В групата са четирима летци, един от които е Еленски. При един от полетите капитан Еленски се катапултира успешно след изпадане в сложно положение.
| „ | „През лятото на 1957 г. за Съветския съюз за изучаване и преминаване на летателна програма на свръхзвуковия самолет МиГ-19 заминават Разсолков, Еленски, Коев и Ангов. След завръщането си Илия Еленски ни разказа за катапултирането си. При изпълнение на сложен пилотаж в зона, като изпълнявал лупинг, създал такова претоварване, че загубил съзнание. След секунди видял, че самолетът му се върти в свредел и отива към земята. Нямало време за извеждане и той се катапултирал.“ | “ |

През 1959 г. на летците от Първа ескадрила е възложено да овладеят следващата модификация на самолет МиГ-19 и МиГ-19ПМ. Това е първият съветски свръхзвуков изтребител, въоръжен с качествено ново оръжие – радиоуправляеми ракети клас „въздух-въздух“. За обучение в Съветския съюз през май, юни и юли е командирована група от 11 летци включително и Илия Еленски.
След завършване на полетите в учебния център Севастлейка цялата група летци е пребазирана в Красноводск – на източния бряг на Каспийско море.

### Да простреляш „Джони“
Най-запомнящият се момент в кариерата на пилота безспорно е нощта на 8 срещу 9 септември 1954 година, когато е получено съобщение, че многомоторен самолет е навлезнал неправомерно в българското въздушно пространство. За да изравни скоростта си с тази на самолета нарушител Еленски спуска колесника, клапите и въздушните спирачки, озовава се в задната полусфера на самолета, открива огън по него и го унищожава в района на град Симеоновград и р. Сазлийка, след което самолетът пада на територията на Гърция. Оцелели от екипажа няма. При излизането от атака пилотът е обстрелван по погрешка от собствената зенитна артилерия в района на Любимец, но не е улучен. Смята се, че целта на чуждия самолет е била да се провери бойната готовност и скоростта за отреагиране на българските пилоти в навечерието на националния празник или да разпространи позиви с антибългарско съдържание, както и да спуска диверсанти и храна за тях на територията на страната.
Само два дни по-късно друг нарушител на въздушното ни пространство е прихванат от командира, но този път нарушителят само е прогонен от България, след като на Еленски е отказано да го свали. През 1956 г. пилотът сваля два разузнавателни балона.
След пенсионирането си Илия Еленски работи в продължение на 14 години в селскостопанската авиация. Той участва в няколко акции по пръскане срещу вредители на над 5 млн. декара памукови и оризови насаждения в Египет и Судан. Това той извършва при изключително трудни условия – стотици палми, дървета, електрически и телефонни проводници пречат на работата на самолета, а температура в кабината достига до 60 градуса.

## Из „XX век: Българска авиация“, 1997 г.
| „ | „Бях ръководител на полетите, когато ми се обади диспечерът да подготвя една спарка, за да прелетим спешно с генерала до Толбухин (днешен Добрич). Времето се влоши и аз прекратих полетите. Доложих, че спарката е готова. Дойде генерал Симеонов и каза, че иска да си възстанови тренировката в сложни условия. Облачността беше на височина 150 м, а видимостта – 2 км. В такава обстановка излетяхме от летище Граф Игнатиево. Към 7 000 м височина беше безоблачно. Генералът пилотираше, а аз наблюдавах. Влязохме във връзка с командния пункт в Толбухин. От там казаха, че прекратяват полетите поради ниска облачност. ... и кацнахме благополучно. Заех се със зареждане на спарката, а Генералът – със съвещанието. ... поискахме разрешение за излитане, но не ни разрешиха. ... нямаше никъде открито за полети летище. Въпреки това излетяхме и взехме курс към Граф Игнатиево. От там ни беше съобщено, че не могат да ни приемат. ... Генералът предложи да си разменим работата: той да води разговорите, а аз да пилотирам. Поех управлението и тръгнах по схемата. Командният пункт не ни приемаше. Генералът каза: „Включете всички средства да работят, да се намери лейтенант Пенчев, за да работи на посадъчния локатор.“ И ето, че Пенчев започна да подава команди: „Наблюдавам ви добре“, „Увеличете снижението“, „На курс и глисада“, „Прелитате приводната“, „Изравнете самолета“. ... опрях, кацнахме, Генералът поиска да държи спирачките. Поради мъглата и той не виждаше направлението. И ето, че се озовахме пред щаба на дивизията, на 300 метра извън полосата, но невредими! За мен това бе една победа на колективния дух над природата и си я спомням с удоволствие. Обичам да си спомням още ... как в сложни метеорологични условия, изпълнявах по 2 – 3 полета нощем. ... Това ме изгради така, че да мога да чувствам самолета като част от тялото си и да боравя с него успешно. По-късно любовта си към летенето насищах с часовете във въздуха над родните поля. Постигнах производителност 200% – нальот 180 часа на месец, а понякога 10 – 12 часа на ден. Не съм допуснал нито една авария.“ | “ |

| „ | „През 1957 г. на 4 септември по време на тренировъчен полет в зона със самолет МиГ-15С се наложи да катапултирам поради отказ на управлението на самолета. Дотогава катапултиране с този тип самолет не е имало. Много по-късно, по време на работа в Селскостопанската авиация със самолет Z-37 ми се наложи два пъти да кацам принудително извън летището поради спиране на двигателя на 50 м работна височина. Това стана и в двата случая без последствие за самолета и екипажа. В тия три аварийни случая действах бързо, хладнокръвно, с мисълта, че винаги има изход от ситуацията, след като човек добре познава самолета и изопва нерви като стоманени въжета. Мисля, че много ми помогнаха упоритостта и физическата закалка.“ | “ |

| „ | „На 8 септември 1954 г. вечерта бе обявена тревога за нарушение на въздушната ни граница. Двата дежурни самолета от Узунджово излетяха. Тотев летеше към Първомай, а аз в зоната на търсене. В района на река Сазлийка открих нарушителя и предадох по радиото: „Целта открих, влизам в атака“. След първата ми серия изстрели започна борбата кой-кого. За пръв път се водеше въздушен бой между реактивен изтребител и витлов самолет, при това нощем, и то с ясно обигран противник. Той имаше предимството при малките височини и го използваше, като маневрираше непрекъснато. За да намаля скоростта си и да я доближа до неговата, пуснах колесника, въздушните спирачки и клапите напълно за кацане. Така изостанах малко, заех изгодна позиция и успях. При втората серия изстрели – продължителна и точна, целта зави надясно и запуши...“ | “ |

| „ | „Обичам да си спомням и за пролетните часове в сложни метеорологически условия нощем, когато изпълнявах по 2 – 3 полета по 80 минути или около 4 часа нощем в облаци. Това ме изгради така, че да мога да чувствам самолета като част от тялото си и да боравя с него успешно. По-късно любовта си към летенето насищах с часовете във въздуха над родните поля. Постигнах производителност 200 на сто, нальот 180 часа на месец, а понякога 10 – 12 часа на ден. Не съм допускал нито една авария.“ | “ |

## Из спомените на Георги Разсолков
| „ | „Летецът-изтребител старши лейтенант Еленски проведе въздушен бой нощем на пределно малка височина (200 метра) с малоскоростна цел с визуално откриване. Това е уникален случай, какъвто няма в историята на световната бойна авиация. В нито един учебник, в нито едно пособие по бойно използване на изтребителната авиация няма да се намери указание или разработено упражнение за бойни действия по малоскоростна цел нощем на пределно малка височина с визуално откриване на целта. Няма да се намери, защото е невъзможно да се открие визуално цел нощем на нашите географски ширини макар и при пълнолуние и е невъзможно да се проведе атака.“ | “ |